# Rot und Schwarz (Film)
Rot und Schwarz (Originaltitel: Le Rouge et le Noir) ist eine französisch-italienische Verfilmung des gleichnamigen Romans (1830) von Stendhal aus dem Jahr 1954 mit Gérard Philipe und Danielle Darrieux in den Hauptrollen.

## Handlung
Um 1830 steht Julien Sorel in Frankreich vor Gericht. Er gesteht einen Mordversuch an seiner früheren Geliebten Madame de Rénal und ersehnt schuldbewusst sein Todesurteil. Während er auf die Urteilsverkündung wartet, blickt er auf die Geschehnisse zurück, die ihn zu seiner Tat veranlasst haben:
Als Sohn eines Zimmermanns wächst der intelligente Julien in einfachen Verhältnissen auf. Bereits in jungen Jahren entwickelt er ein starkes Bedürfnis nach gesellschaftlichem Aufstieg. Zunächst will er Geistlicher werden, weshalb er die Bibel auswändig lernt und sich vom örtlichen Priester, dem Abbé Chélan, unterrichten lässt. Durch dessen Hilfe erhält er schließlich eine Anstellung als Hauslehrer der Kinder von Monsieur de Rénal. Dieser ist sehr vermögend und zudem mit einer schönen Frau verheiratet. Von Ehrgeiz getrieben, verführt Julien Madame de Rénal und erhofft sich davon neue Aufstiegschancen.
Die Dienstmagd Elisa, die unglücklich in Julien verliebt ist, entdeckt die Affäre zwischen Julien und Madame de Rénal und klärt den gehörnten Ehemann in einem anonymen Brief darüber auf. Als sich Madame de Rénal reuevoll von ihm trennt, will Julien zum Priesterseminar. Da dieses jedoch nicht seinen Erwartungen entspricht, verschafft er sich in Paris eine Stelle als Privatsekretär des Marquis de la Mole, durch den er Zugang zu den eleganten Salons der feinen Gesellschaft erhält. Diesmal ist es Mathilde, die Tochter seines Arbeitgebers, mit der er anbandelt. Obwohl Julien kein Adliger ist, stimmt der Marquis einer Ehe zwischen seiner Tochter und Julien zu. Zudem stellt er seinem zukünftigen Schwiegersohn eine vielversprechende Stellung als Offizier in Aussicht.
Als jedoch Madame de Rénal dem Marquis einen Brief zukommen lässt, in dem sie ihn über Juliens wahren Charakter als berechnenden Herzensbrecher aufklärt, wirft der Marquis Julien aus seinem Haus. Im Wissen, dass es Madame de Rénal war, die seinen Lebenstraum zerstört hat, schwört Julien auf Rache. Zurück in der Heimat schießt er während des Gottesdienstes auf seine ehemalige Geliebte. Da er sich nach seiner Verhaftung weigert, ein Geständnis abzulegen, wird er im Gefängnis von Madame de Rénal, die sich inzwischen von ihrer Schussverletzung erholt hat, und dem Abbé Chélan besucht – im Bestreben, ihn in den Schoß der Kirche zurückzuführen. Julien wird schließlich bewusst, dass Madame de Rénal die einzige Person ist, die ihn aufrichtig geliebt hat. Voller Schuldgefühle ihr gegenüber entschließt er sich zu gestehen. Madame de Rénal stirbt drei Tage nach seiner Hinrichtung.

## Hintergrund
Die Dreharbeiten fanden vom 29. März bis zum 5. Juni 1954 statt. Die Kostüme entwarf Rosine Delamare.
Rot und Schwarz wurde am 29. Oktober 1954 in Frankreich uraufgeführt. Knapp ein Jahr später, am 21. Oktober 1955, lief der Film mit einer FSK ab 18 in den bundesdeutschen Kinos an. In die DDR-Kinos kam er am 9. Dezember 1955. Am 1. April 1956 wurde Rot und Schwarz zum ersten Mal im DDR-Fernsehen auf DFF 1 gezeigt. Im Februar 2016 erschien die Literaturverfilmung als Teil der Reihe „Juwelen der Filmgeschichte“ auf DVD. Die Freiwillige Selbstkontrolle der Filmwirtschaft hatte den Film hierfür im Januar 2016 mit einer FSK ab 6 neu eingestuft. Die DVD, die sowohl die knapp 130-minütige BRD- als auch die etwa 185-minütige DDR-Fassung enthält, wurde von Filmjuwelen jedoch mit dem Kennzeichen FSK ab 16 veröffentlicht.

## Kritiken
„Autant-Laras Verfilmung des berühmten Romans […] besitzt einige handwerkliche Qualitäten, wirkt jedoch sehr akademisch“, urteilte das Lexikon des internationalen Films. Das „revolutionär[e] Pathos“ der literarischen Vorlage sei „bis hin zu den dick aufgetragenen Farben konsequent abgemildert“. Cinema bezeichnete den Film als „aufwändige Romanverfilmung“. Der Evangelische Filmbeobachter meinte, die Adaption profiliere sich „vor allem durch den modernen Realismus der Schilderung und psychologische Maßarbeit“.

## Auszeichnungen
Der Film gewann 1955 den französischen Kritikerpreis Prix Méliès sowie den Grand Prix des Étoile de Cristal als bester Film. Hauptdarsteller Gérard Philipe gewann im selben Jahr für seine Leistung den finnischen Jussi-Filmpreis in der Kategorie Bester ausländischer Darsteller.

## Deutsche Fassungen
Im Jahr 1955 entstand in der Bundesrepublik Deutschland und in der DDR jeweils eine deutsche Synchronfassung. Bei der bundesdeutschen, für die die Aura Film Synchron in Berlin verantwortlich war, übernahm Conrad von Molo die Synchronregie nach dem Dialogbuch von Hans Fritz Beckmann. Diese Fassung wurde vom Verleih drastisch gekürzt. Für die ungekürzte DDR-Fassung war die DEFA zuständig, Synchronregie führte dabei Albert Venohr nach dem Dialogbuch von Horst Alexander von der Heyde.
| Rolle                   | Darsteller         | Synchronsprecher BRD | Synchronsprecher DDR |
| ----------------------- | ------------------ | -------------------- | -------------------- |
| Julien Sorel            | Gérard Philipe     | Dietmar Schönherr    | Lothar Blumhagen     |
| Madame de Rénal         | Danielle Darrieux  | Marianne Kehlau      | Gisela Reißmann      |
| Mathilde de la Mole     | Antonella Lualdi   | Maria Sebaldt        | Margarete Taudte     |
| Marquis de la Mole      | Jean Mercure       | Hans Hessling        | Herwart Grosse       |
| Monsieur de Rénal       | Jean Martinelli    | Curt Ackermann       | Walter Stickan       |
| Abbé Pirard             | Antoine Balpêtré   | Werner Lieven        | Werner Schulz-Wittan |
| Elisa                   | Anna-Maria Sandri  | Renate Danz          | Sabine Thalbach      |
| Abbé Chélan             | André Brunot       | Otto Stoeckel        | Hans Schoelermann    |
| Norbert de La Mole      | Mirko Ellis        | Horst Niendorf       | Kurt Oligmüller      |
| Marquise de la Mole     | Suzanne Nivette    | Ursula Krieg         |                      |
| Comte Altamira          | Pierre Jourdan     | Ernst von Klipstein  | Johannes Knittel     |
| Präsident des Tribunals | Jacques Varennes   | Alfred Haase         |                      |
| M. de Croisenois        | Georges Descrières | Herbert Stass        | Ralf Bregazzi        |
| Vater Sorel             | Alexandre Rignault | Eduard Wandrey       |                      |
| Leutnant Liéven         | Gérard Séty        | Wolfgang Preiss      | Herbert Köfer        |